# 平山綽保
平山 綽保（ひらやま のぶやす、1933年10月9日 - ）は、日本の元競泳選手。日本大学出身。1951年（昭和26年）の日本学生選手権男子100m平泳ぎで優勝している。第15回ヘルシンキオリンピック競技大会代表選手選考会を兼ねた第28回日本選手権水泳競技大会の100m平泳ぎで2位となり、オリンピック代表選手に選出された。その後1952年ヘルシンキオリンピックの競泳競技・男子200m平泳ぎに出場し、4位入賞した。